# Kempense kleiputten
Kempense kleiputten is een Natura 2000-gebied (habitatrichtlijngebied BE2100019) in Vlaanderen. Het ligt in de provincie Antwerpen in de Noorderkempen, aan weerszijden van het kanaal Dessel-Schoten. De in totaal zeven deelgebieden zijn gesitueerd in respectievelijk de gemeenten Beerse, Rijkevorsel, Malle en Brecht. In het aanwijzingsbesluit van de Vlaamse Regering uit 2014 wordt het gebied officieel omschreven als Het Blak, Kievitsheide, Ekstergoor en nabijgelegen kamsalamanderhabitats. Het gebied beslaat 698 hectare, een groot deel is privé-eigendom, daar wordt klei gewonnen met als nabestemming natuur. Typisch zijn de waterplassen die ontstaan zijn door het delven van de grondstof. Ze hebben een belangrijke natuurfunctie als leefgebied voor zes Europees beschermde soorten: drijvende waterweegbree, heikikker, kamsalamander, laatvlieger, poelkikker, rosse vleermuis. Ook vlottende bies en oeverkruid komen er voor.
Het gebied telt negen Europees beschermde habitattypes: droge heide, open graslanden op landduinen, oude eiken-berkenbossen op zeer voedselarm zand, slenken en plagplekken op vochtige bodems in de heide, valleibossen, elzenbroekbossen en zachthoutooibossen, vochtige tot natte heide, voedselarme tot matig voedselarme wateren met droogvallende oevers, voedselrijke, gebufferde wateren met rijke waterplantvegetatie, wateren met kranswiervegetaties.
Gebieden die deel uitmaken van Kempense kleiputten zijn onder andere:  Velderheide, Blakheide, Duivelskuil, Eksterheide, Abtsheide, Kievitsheide en De Pomp-Poelberg.

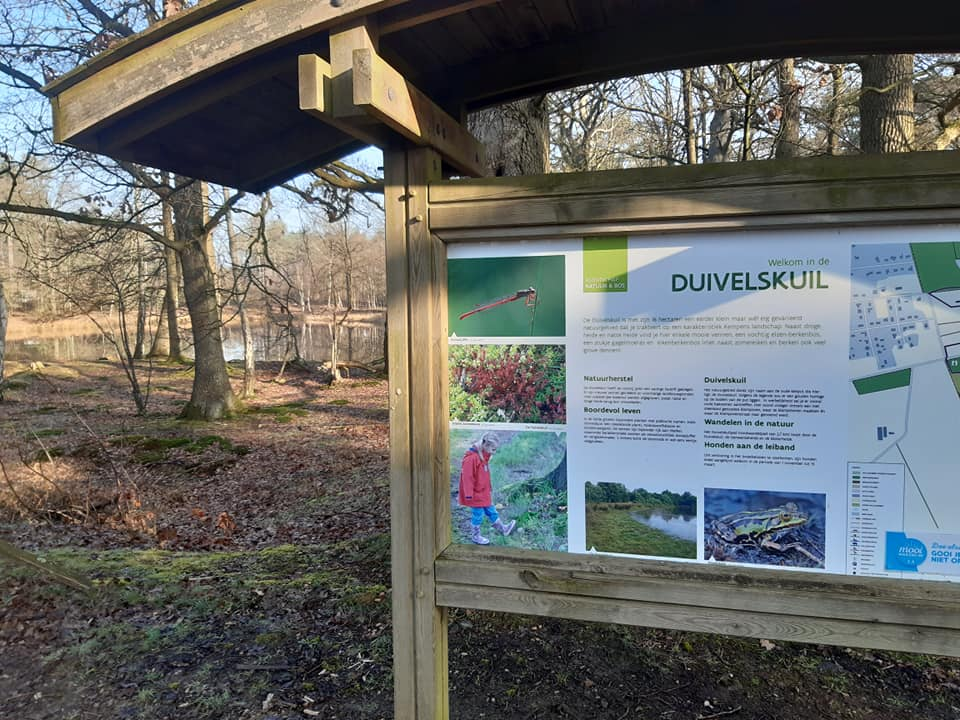
Duivelskuil
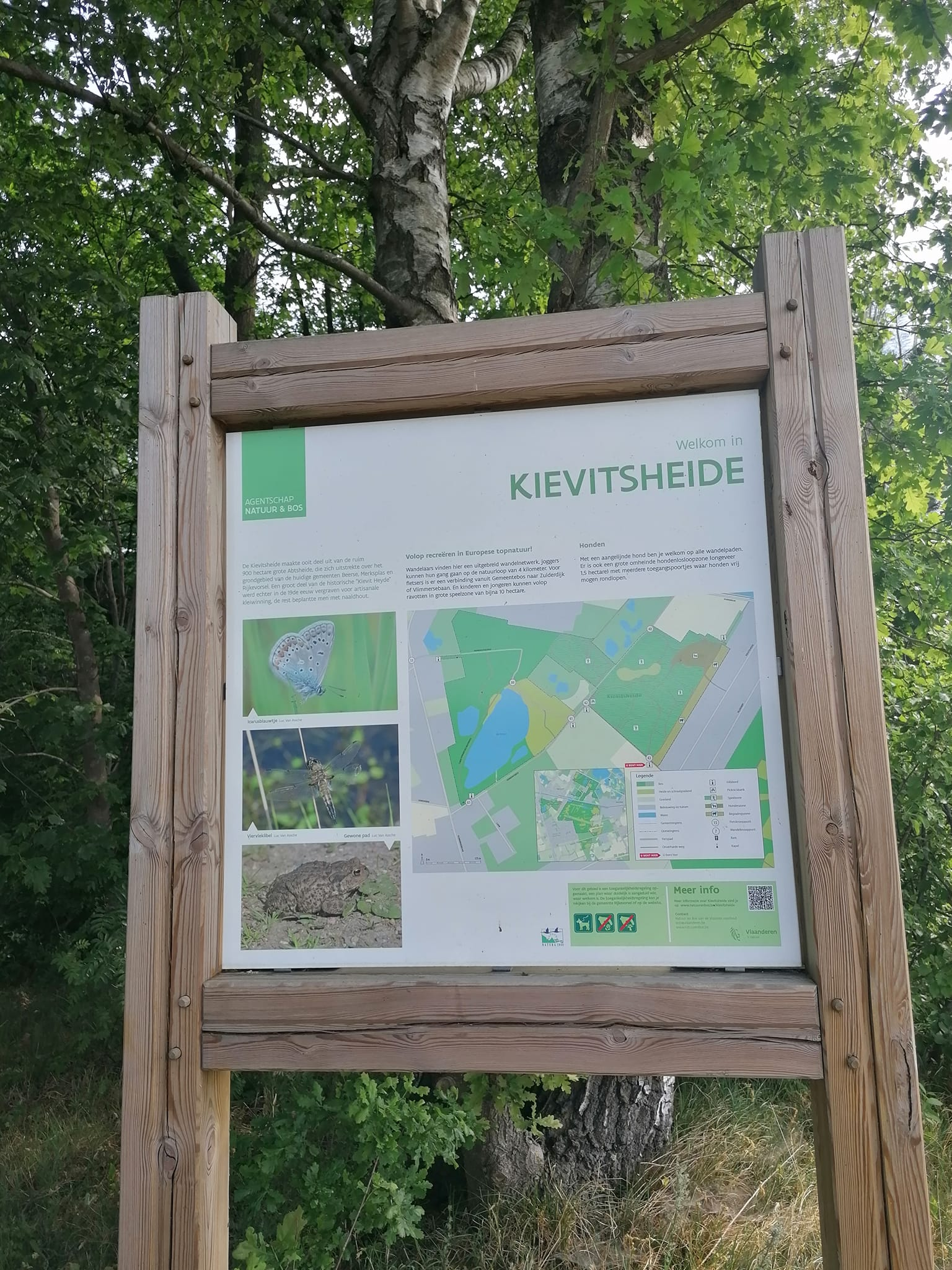
Kievitsheide
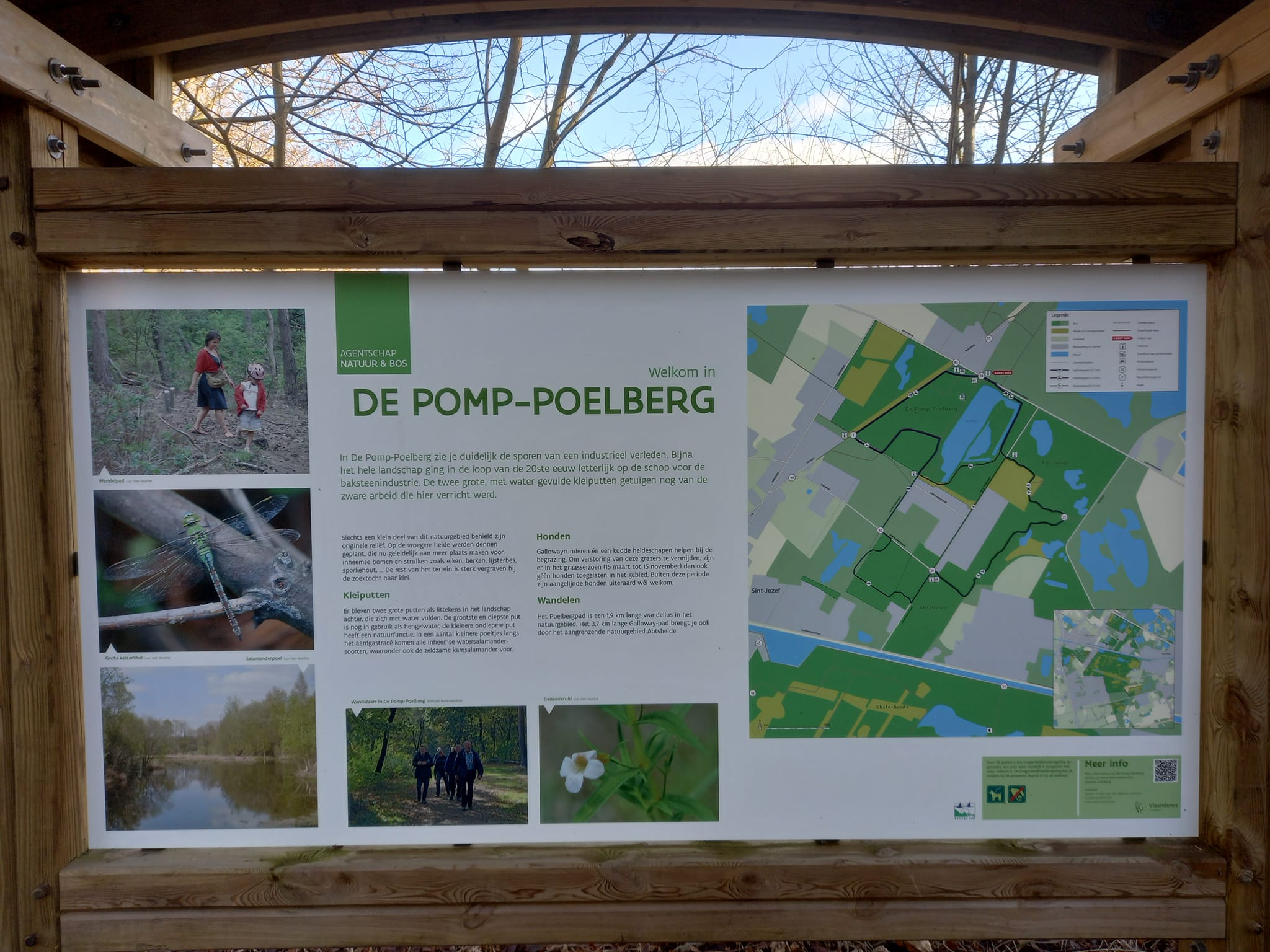
De Pomp-Poelberg
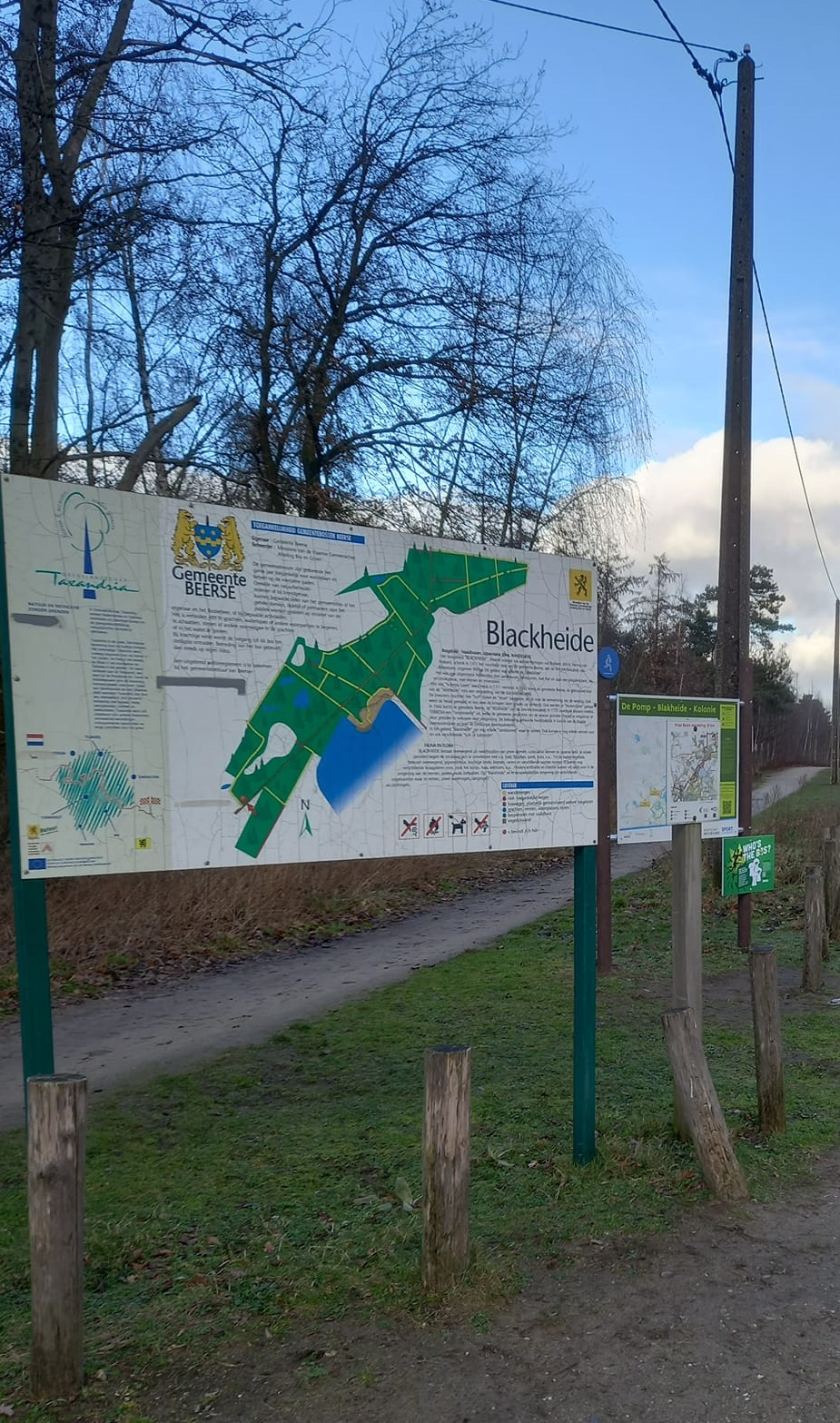
Blakheide
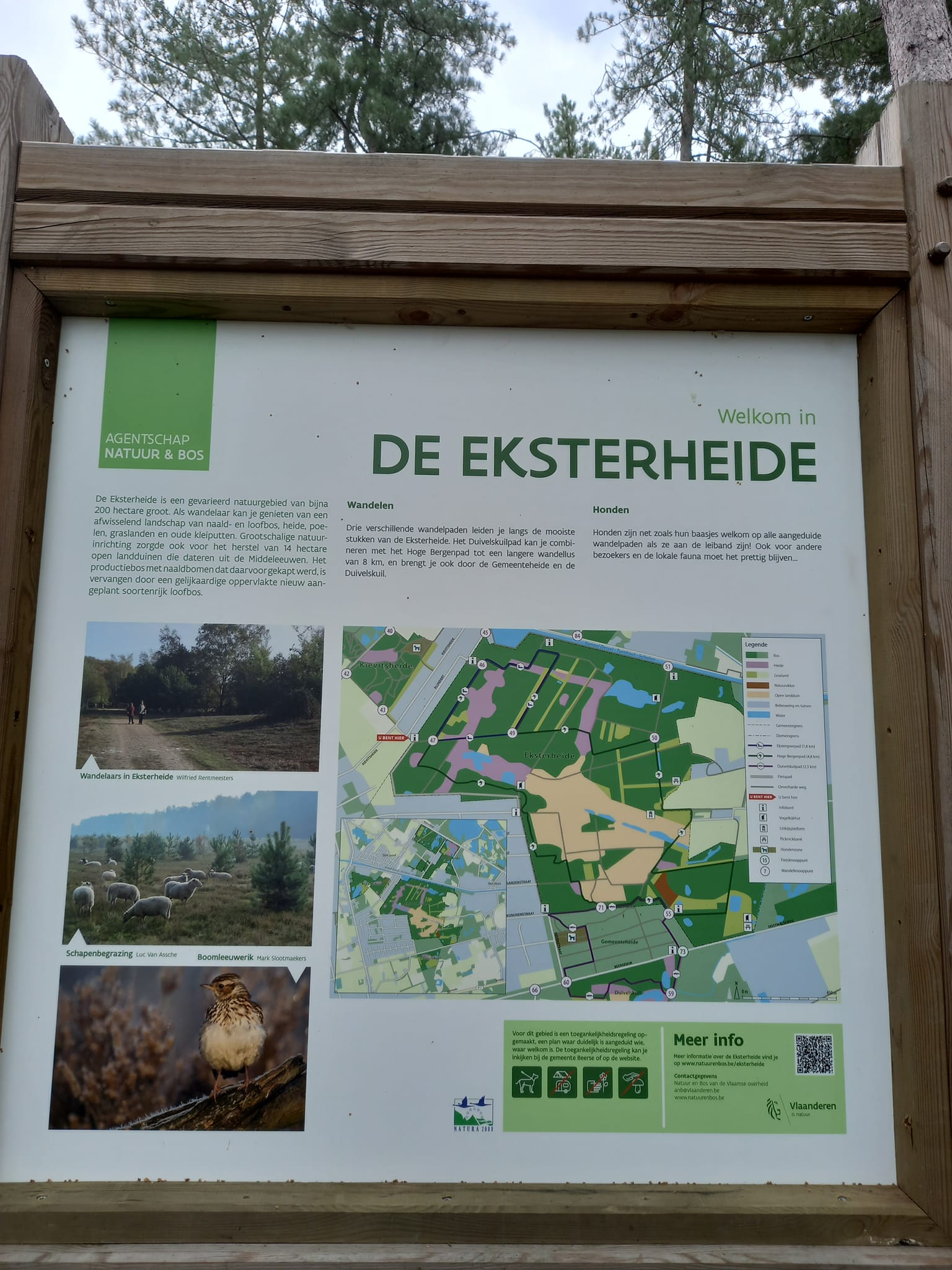
Eksterheide